# Paragryllodes milloti
Paragryllodes milloti är en insektsart som beskrevs av Lucien Chopard 1952. Paragryllodes milloti ingår i släktet Paragryllodes och familjen syrsor. Inga underarter finns listade i Catalogue of Life.